# Bjelašnica
Bjelašnica (uttal [bjělaːʃnit͡sa]) är ett berg i centrala Bosnien och Hercegovina. Det ingår i Dinariska alperna, och är beläget på en höjd av 2 067 meter över havet.
Här avgjordes tävlingar i alpin skidåkning vid olympiska vinterspelen 1984

### Fotnoter
1. ↑  ”Bjelašnica” (på engelska). Mountain Forecast. http://www.mountain-forecast.com/peaks/Bjelasnica. Läst 3 mars 2014.
2. ↑  officiell rapport, olympiska vinterspelen 1984 Arkiverad 26 november 2011 hämtat från the Wayback Machine. sid. 18-23, 107.